# Wil Leenders
Wilhelmus (Wil) Leenders (Maastricht, 7 maart 1930 – Budel, 20 november 2017) was een Nederlands glazenier, kunstschilder en mozaïekkunstenaar.

## Leven en werk
Leenders werd opgeleid in de schilderkunst aan de Middelbare Kunstnijverheidsschool (1948-1952). Na de militaire dienst vervolgde hij zijn opleiding aan de afdeling monumentale vormgeving van de Jan van Eyck Academie (1955-1959) in Maastricht. Hij was een leerling van Jos ten Horn, Harry Koolen en Albert Troost. In de zomer van 1959 studeerde Leenders af. Hij trouwde later dat jaar met beeldhouwster Annemarie Kusters (1934-1982), die hij aan de Academie had leren kennen.
In de vrije schilderkunst beschouwde Leenders zichzelf als vrijwel autodidact. Hij schilderde met eigeeltempera en harsolie landschappen, mensen en stillevens in een figuratieve stijl, gecombineerd met abstracties. Hij vervaardigde daarnaast onder meer glas-in-loodramen, mozaïeken, wandkleden en wandschilderingen. Leenders was ook docent, eerst aan het Instituut voor Doven in Sint-Michielsgestel en later aan de Jacobsmulo in Born.
In 1960 namen Leenders en zijn vrouw deel aan de tentoonstelling "Twaalf kunstenaars-echtparen in Limburg" in Kasteel Hoensbroek, de overige deelnemers waren Charles en Karin Eyck, Gilles Franssen en Miets Franssen-Vrijens, Frans Gast en Margot Glebocki, Lou Jonas en Liesje Jonas-Peters, Piet Killaars en Hélène van der Lubbe, Nic. Tummers en Vera van Hasselt, Joep Nicolas en Suzanne Nijs, Teun Roosenburg en Jopie Roosenburg-Goudriaan, Arthur Spronken en Varpu Tikanoja, Rob Stultiens en Marijke Thunnissen en Mathieu Vroemen en Riet Jager.
- RKD-Nederlands Instituut voor Kunstgeschiedenis: 48838